# لوح تزلج
لوح التّزلُّج هو لوح صغير مصنوع من الألياف الزجاجية أو المعدن أو اللدائن أو الخشب على شكل شرائح أكثر سلاسة وقوة تحمل، مُركّب على أربع عجلات من اللدائن المقوى والمُسمى بولي يوريثان ,وتستخدم بشكل أساسي في رياضة التزلج.

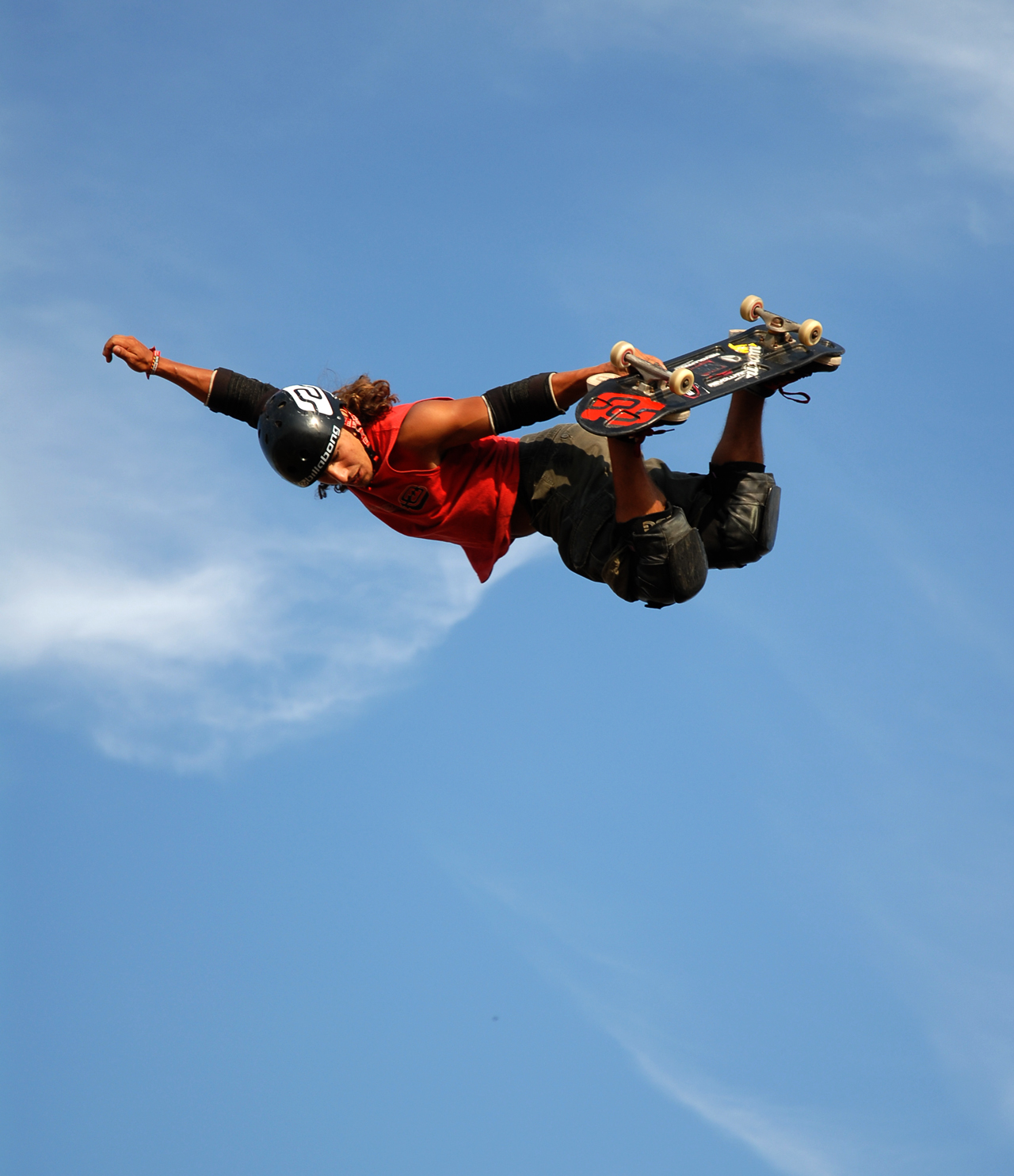
متزلج يستعرض بلوح التزلج

حيث يقوم المتزلجون بالسيطرة على لوح التزلج والمحافظة على التوازن ثم القيام بالحركات المثيرة الدّآلة على الجسارة والبراعة ويمكن وصفها بالألعاب البهلوانية. وتعتمد بشكل أساسي على سلسلة من الانعطافات والدوران حتى 360° مع السيطرة الكاملة على اللوح والتوازن، أو ركوب اللوح على أن تبقى العجلات الخلفية أو الأمامية مرفوعة عن الرصيف.

## اكتشافها وتاريخها
اكتشف لوح التزلج في كاليفورنيا بالولايات المتحدة الأمريكية من قبل ميكي مونوز وفيل ادواردز في عام 1961 م.
ثم لاقت هذه الفكرة القبول في عام 1970 م، ثم أصبحت موضة تدل الطابع الحضاري والتقدم المدني، وتفنن المتزلجين في الاستفادة القصوى من مرافق المدينة كالحدائق والميادين والسلالم. مما أدى إلى زيادة شعبية لوح التزلج في أواخر عام 1980 م.
بين عامي 1992 م و 1995 م، شهد لوح التّزلُّج بعض التطور حيث تم التركيز بشكل أساسي على التقنية، والتخلي عن التحسينات الجمالية. أدى هذا التطوير التقني إلى ظهور حركات جديدة ومئات من الحيل الجذابة والغريبة.
ومع مرور الزمن تطورت مظاهر التزلج بشكل كبير.وتعددت أشكال العجلات واللوحات ومن ناحية أخرى تنوعت الاستعراضات والمباريات والتحديات، وأبتكر عدد من المتزلجين أساليب جديدة، وأزياء خاصة تعبر عن مهاراتهم ومستوحاة من لوح التزلج.
في العام 1998 م ظهر لوح التزلج في مهرجان جيمي توماس للدعاية لعلامة تجارية لشركة كان شريكاً فيها وأصبح يمتلكها فيما بعد وهي زيرو سكيتبورد وأنتقل انتشار لوح التزلج إلى ألعاب الكمبيوتر والأفلام السينمائية.

## مكونات لوح التزلج
تشترك معظم ألواح التزلج في مكونات وأجزاء عامة وتوجد العديد من الأشكال الغريبة والتصاميم التي تقع خارج نطاق بعض الأوصاف المشتركة، أما الأجزاء المعتادة لتصميم لوح التزلج تتكون من التالي

### اللوح
مصنوع من مواد خاصة تساعد على الحفاظ على سطح اللوح من الكسر : مثل الألياف الزجاجية، الخيزران، الراتنج وألياف الكربون والألمنيوم، واللدائن والخشب والقيقب ,تختلف في الحجم واللون والجودة، ويصل طول معظمها من 7 حتى 10,5 بوصة، ويمكن استخدام ألواح أوسع للمزيد من الاستقرار عند القفز أو الانحدار من منحدر التزلج وفي هذه الحالة يجب أن يكون طولها بين 28 و 33 بوصة، أحيانا يتم طباعة اسم الشركة المصنعة في أسفل اللوح.

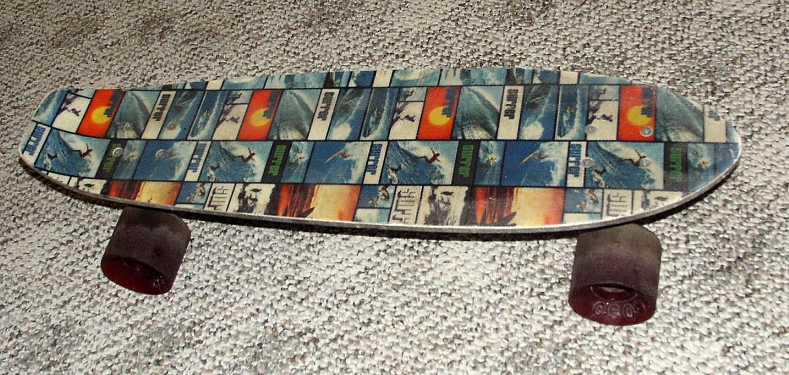
لوح تزلج قديم من الألياف الزجاجية
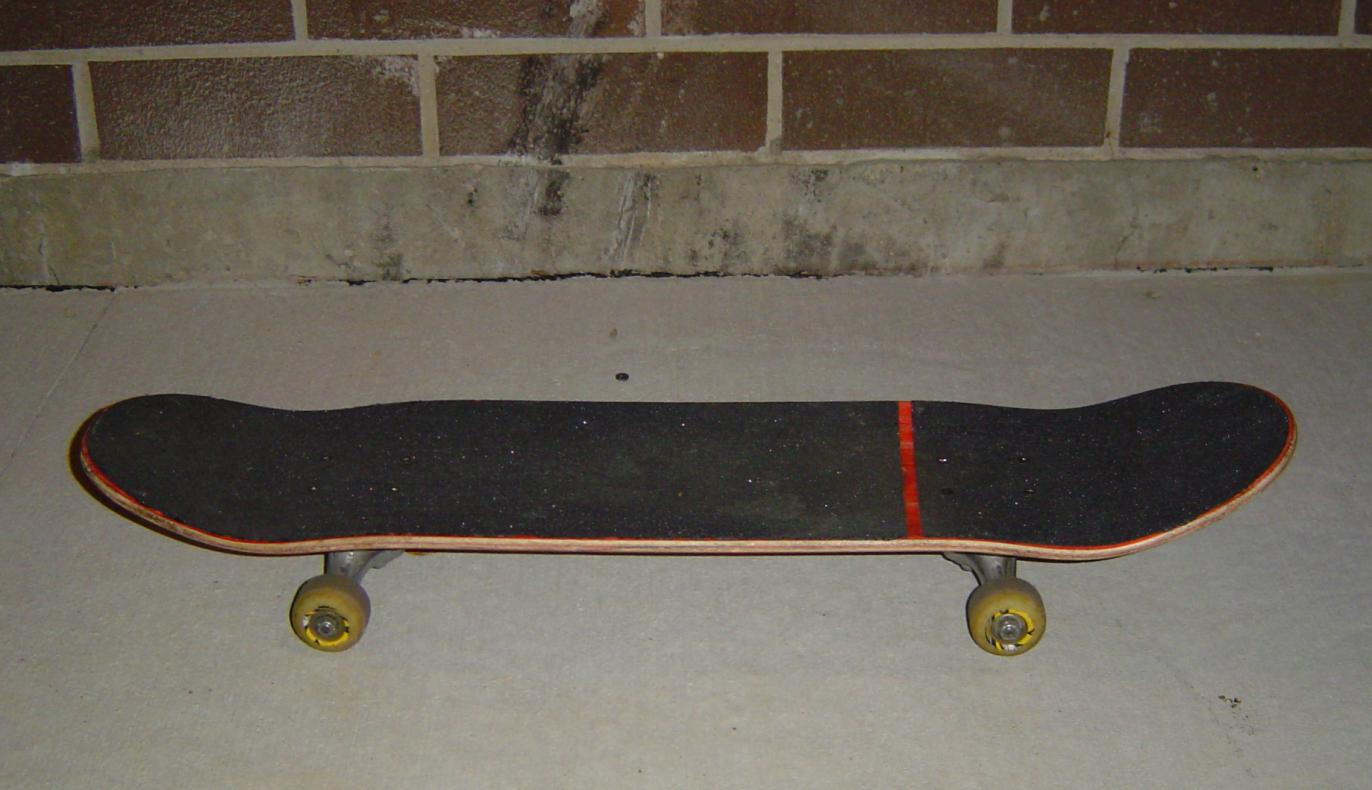
لوح تزلج حديث
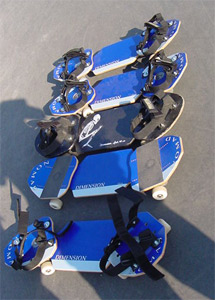
أشكال أخرى للوح

### الحاملات
يتكون لوح التزلج أيضاً من حاملات معدنية غالبا تكون أثنين مصنوعة من سبائك الألومنيوم، وهي التي تصل العجلات مع اللوح وتتكون الحاملات من جزأين مرتبطين الجزء العلوي يربط الحاملة مع اللوح ويسمى الأساس، وتحتها حلقات من المطاط توفر سهولة آلية التحويل والانتقال والتحكم باللوح. والجزء السفلي يرتبط بالعجلات.ويمكن من خلال شد أو تخفيف المسمار إيجاد أفضل طريقة للتحكم باللوح والاستقرار أثناء تنفيذ الحركات.

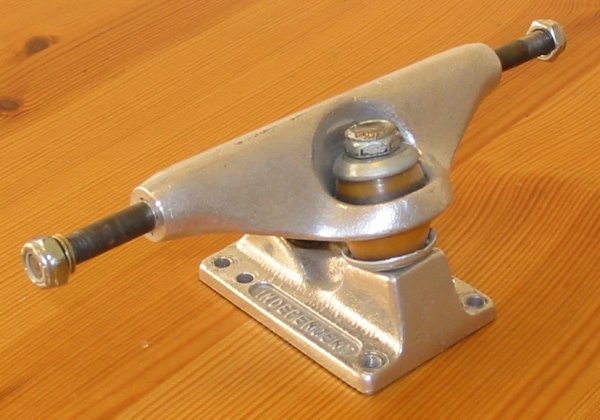
حاملات معدنية حديثة
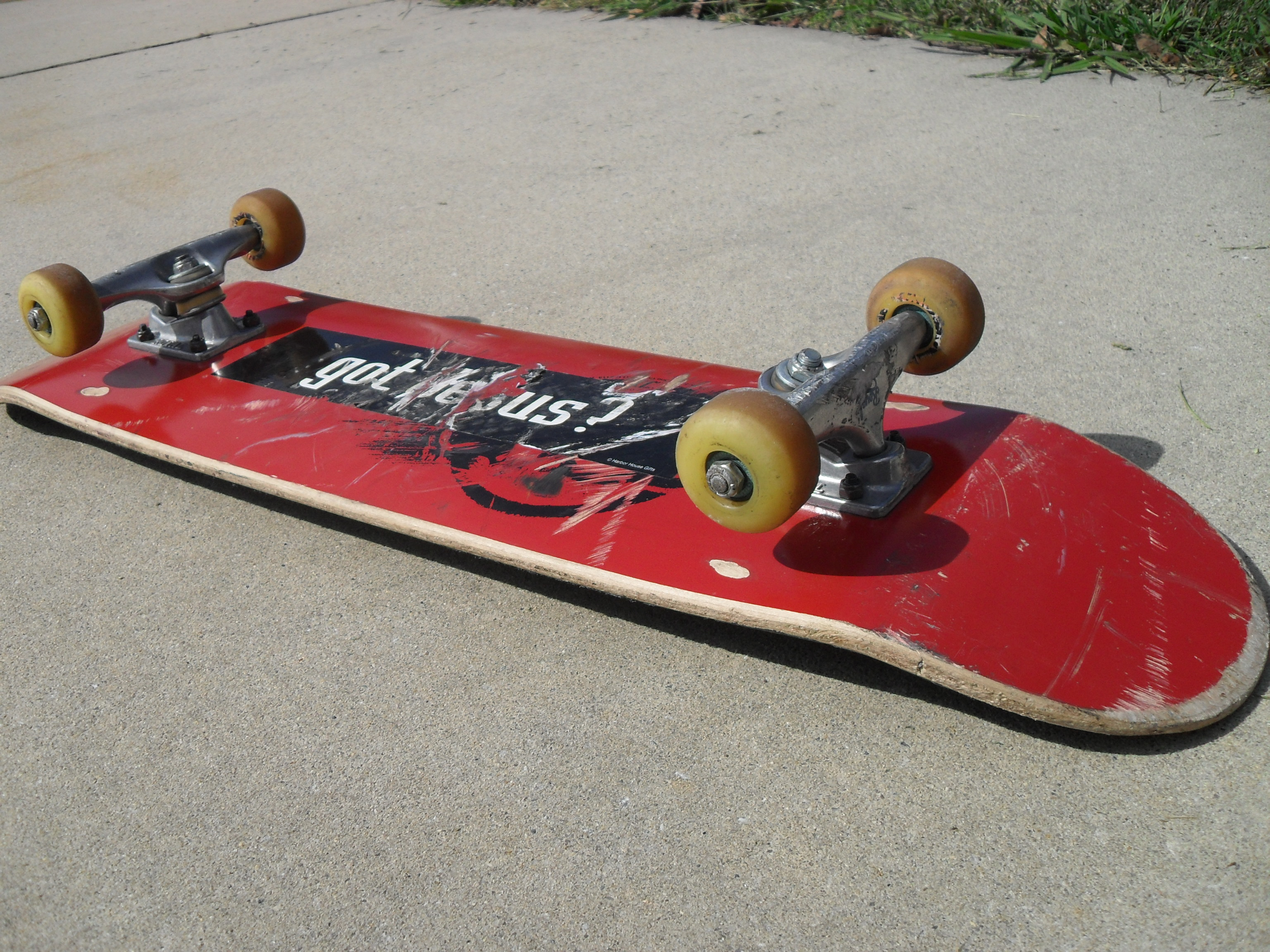
حاملات معدنية صغيرة
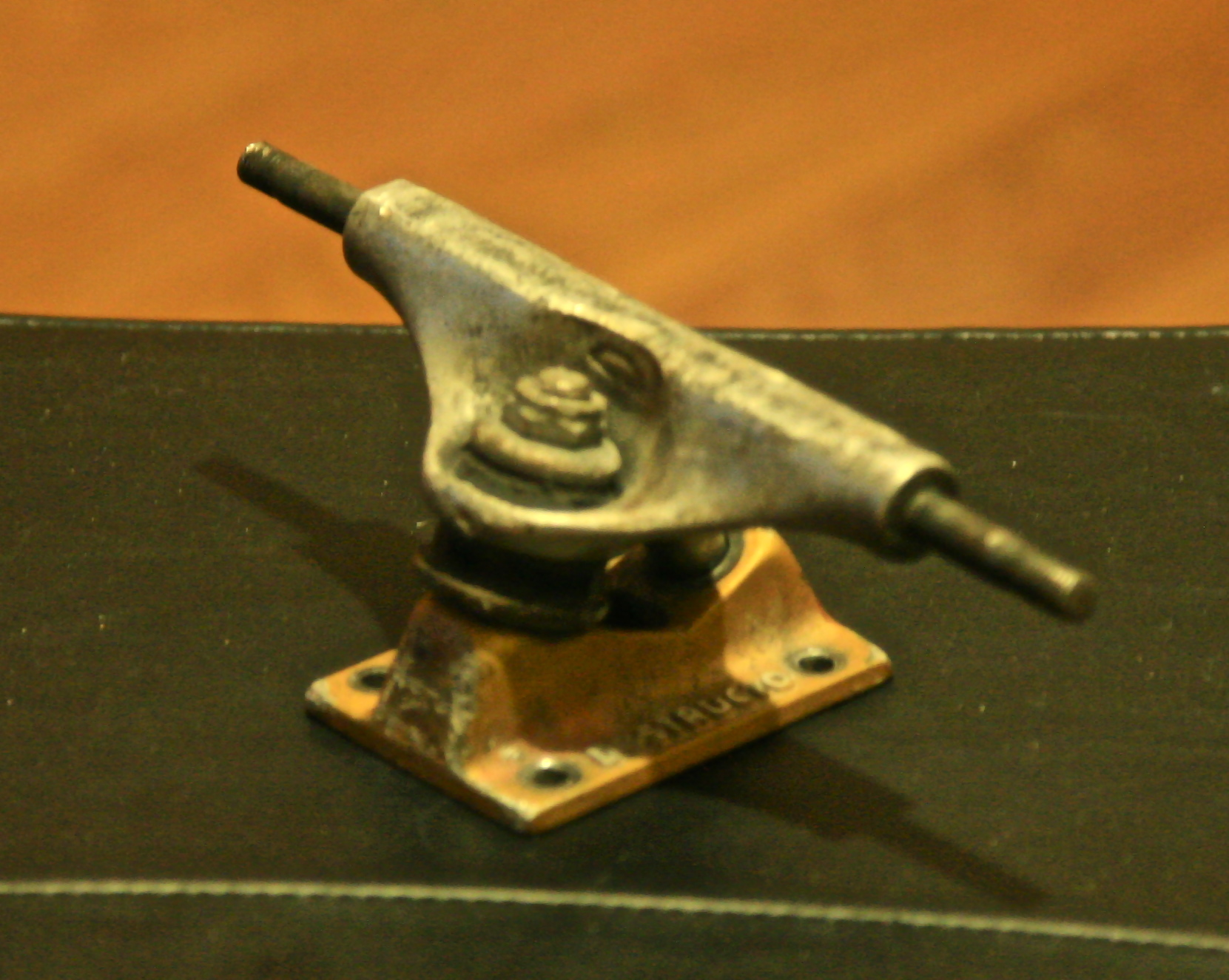
حاملات معدنية مستخدمة

### منصاتامتصاصالصدمات
هي مستطيلات صغيرة من اللدائن توضع بين الحاملات واللوح. لديها نفس حجم قاعدة الحاملة مع ارتفاع حوالي 1 أو 2 ملم. تقوم هذه المستطيلات بامتصاص الاهتزازات الأرضية وامتصاص الصدمات وارتفاع الحاملات لاستيعاب عجلات قطرها أكبر وذلك لمنع العجلات من التلامس مع اللوح، تتعدد ألوانها ورسوماتها.

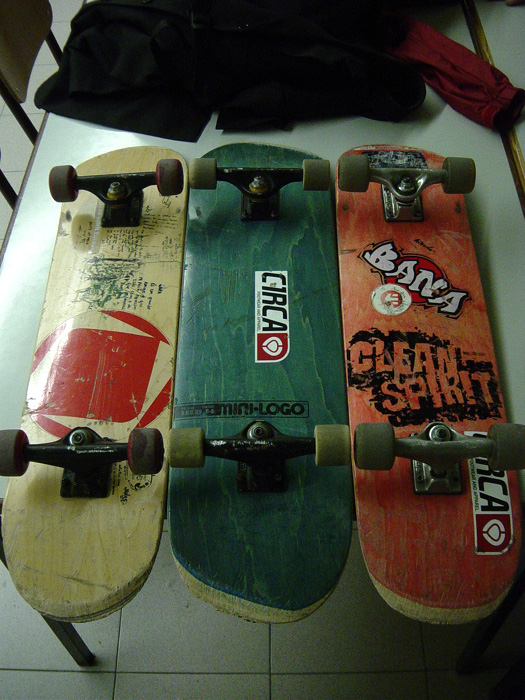
منصات امتصاص الصدمات
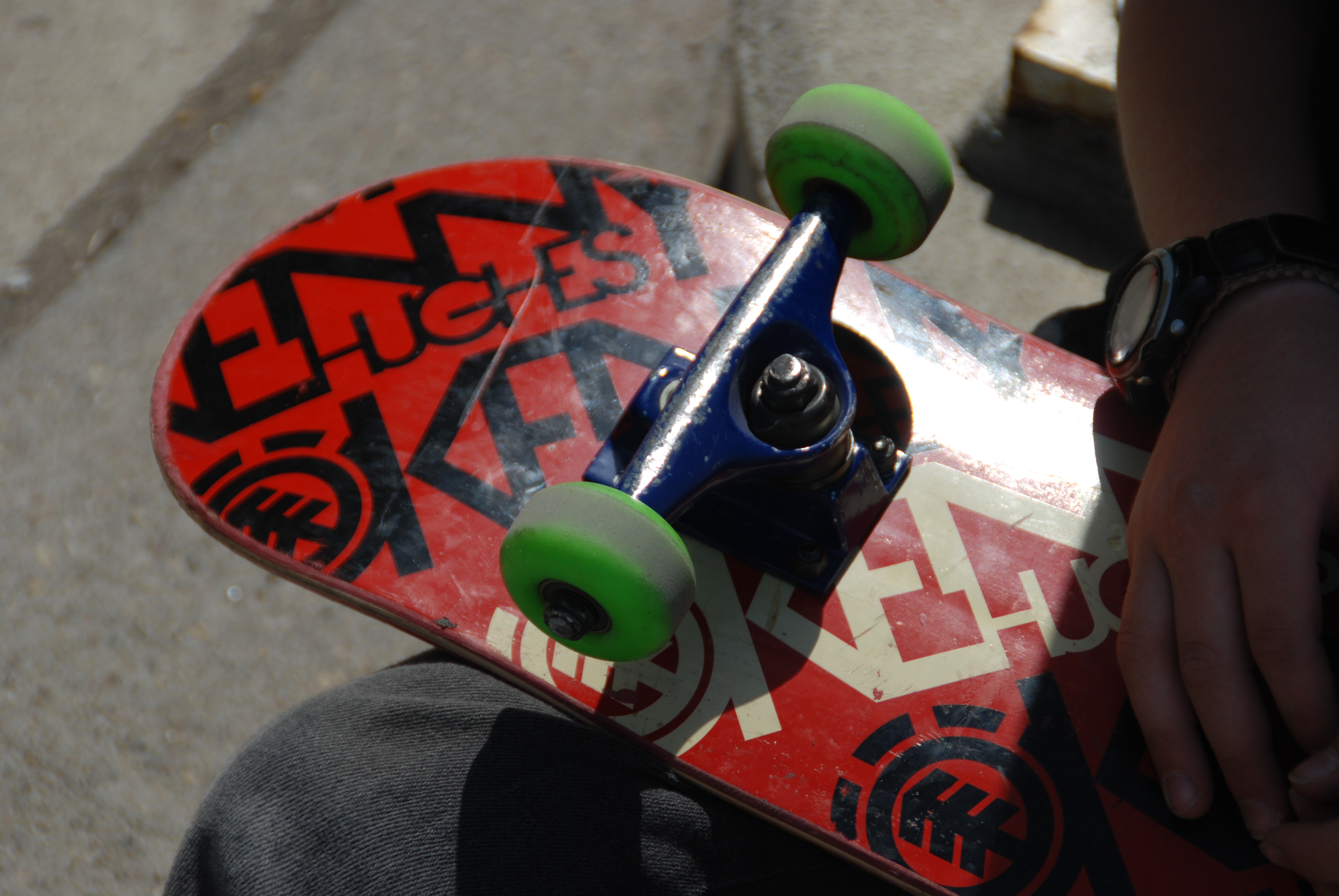
منصات امتصاص الصدمات

### الشريط اللاصق
عبارة عن ورقة أو قماش لاصق من جانب واحد أما بالنسبة للجانب الآخر فهو مماثل للرمال الناعمة من ناحية الخشونة. يتم تثبيت الشريط اللاصق إلى السطح العلوي من اللوح للسماح لقدم المتزحلق بالثبات ومساعدته للبقاء على اللوح أثناء القيام بالحركات البهلوانية.يكون لون الشريط اللاصق أسود في العادة، ومع ذلك فإنه تتوفر العديد من الألوان مثل الأحمر والأزرق والأزرق الداكن والأخضر الفسفوري والوردي والشفاف.

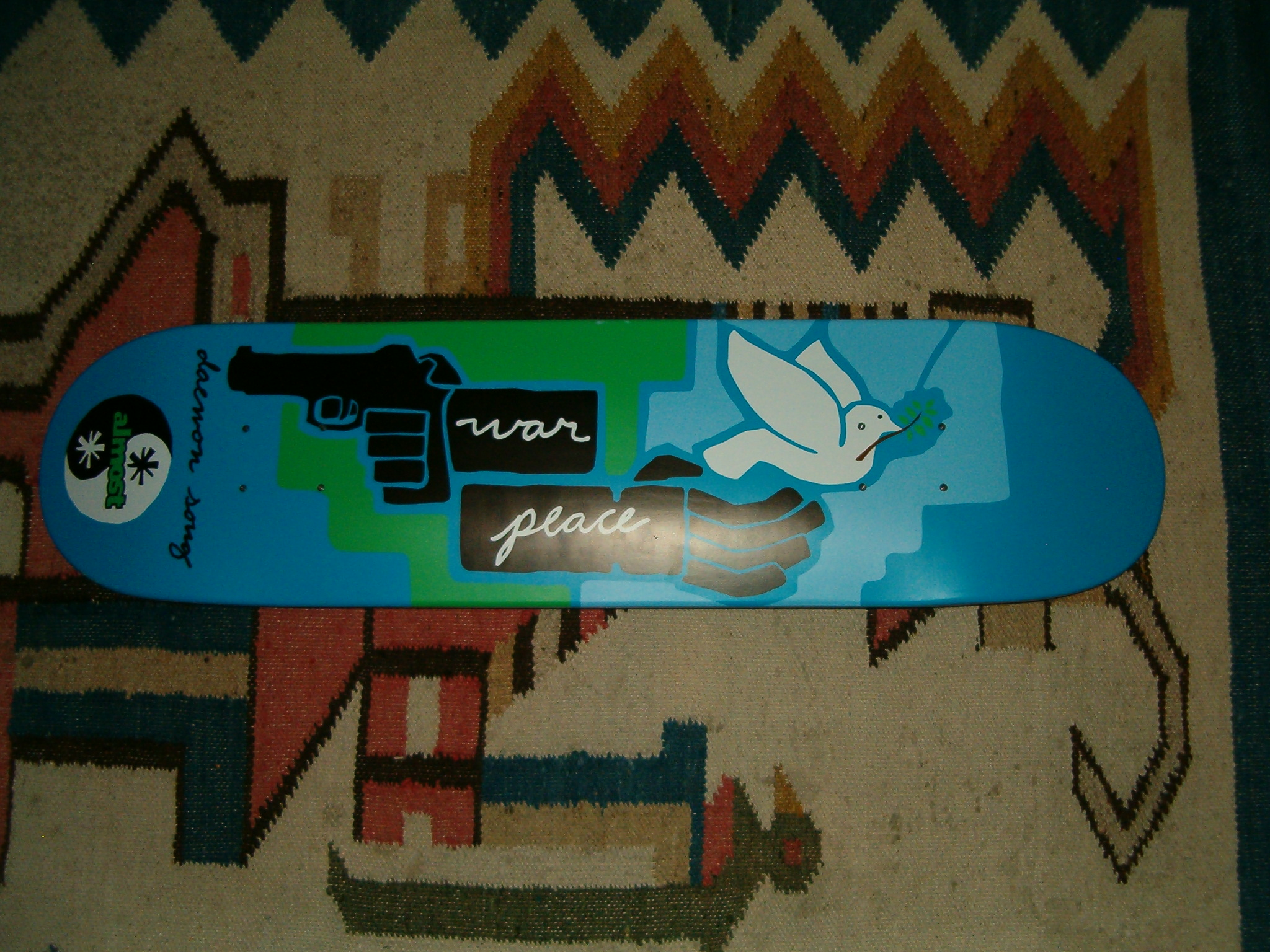
الشريط اللاصق

### الكراسي

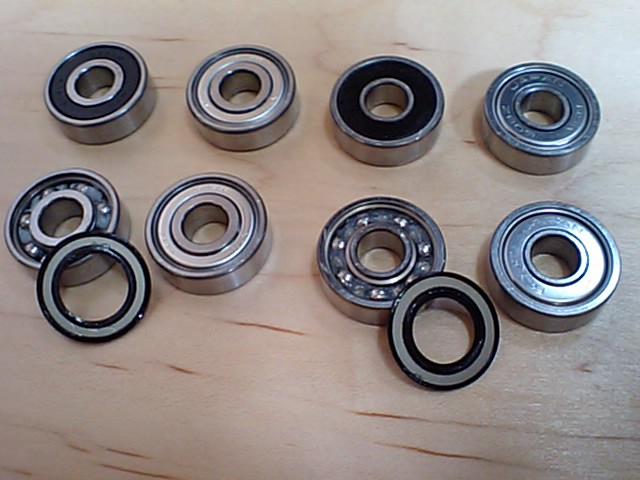
كراسي تحميل

هي كراسي تحميل دائرية.تحتاج اللوحة إلى ثمانية كراسي أربعة لكل عجلة، عادة يتم فصل الكراسي عن العجلات بواسطة فاصل عبارة عن قطعة صغيرة من أنابيب معدنية تستخدم لتسهيل الانزلاق وزيادة قوة التحمل, تختلف جودة الكراسي وفق معايير ABEC، وتصنف معايير ABEC بأرقام تتراوح بين 1 حتى 9 ,كمثال الكراسي بالمعيار ABEC1 تكون الكفاءة منخفضة لكن الصلابة عاليه والكراسي بالمعيار ABEC3 إلى ABEC5 هي الأكثر شيوعا وهي ذات صلابة علية وسرعة متوسطة نسبياً, بينما ABEC7 إلى ABEC9 تكون أضعف في صلابة ولكن أكثر سرعة.

### العجلات
عجلات لوح التزلج عادة ما تكون مصنوعة من مادة البولي يوريثان وتكون مختلفة الأحجام والأشكال بالشكل الذي يتناسب مع أنواع ومكان وطريقة التزحلق فمثلاً على الجليد تحتاج للأحجام الكبيرة مثل 54-85 ملم، وذلك لتوفير السرعة المطلوبة وأيضا التنقل بسهولة أكبر من خلال الشقوق في الجليد، وأما على الرصيف فتحتاج إلى حجم أصغر مثل 48-54 ملم لإبقاء اللوح أقرب إلى الأرض ولأنها تتطلب كميات أقل من القوة للتسارع، وتختلف السرعة باختلاف القساوة والليونة للعجلات.

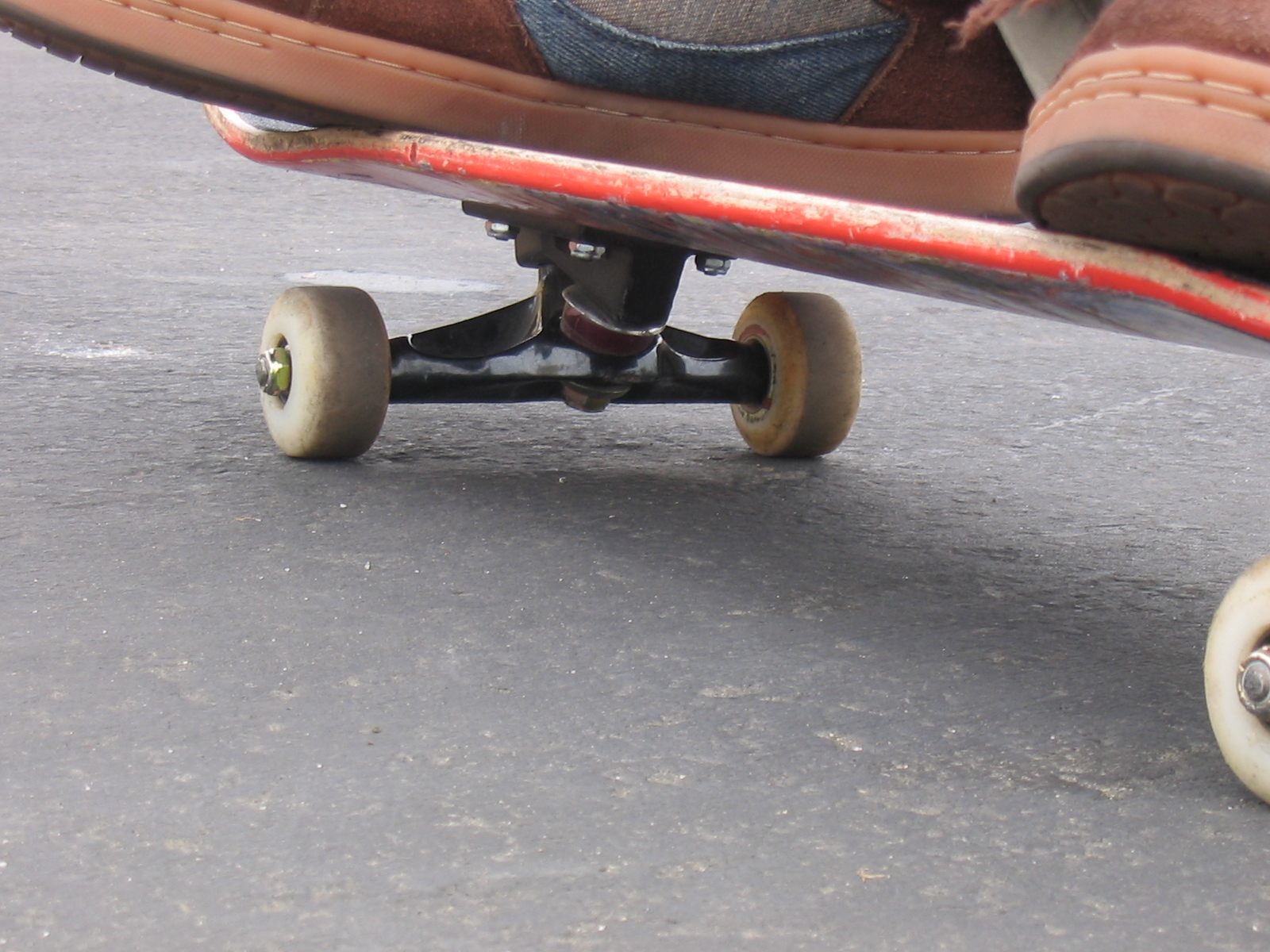
أحد أشكال العجلات الصغيرة
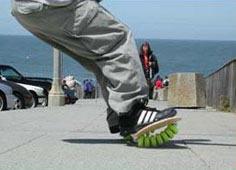
نوع آخر من أنواع العجلات
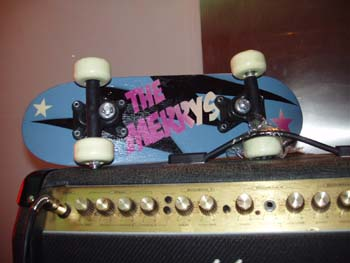
أحد أنواع العجلات العريضة

## رياضة أم فن أم تقليد

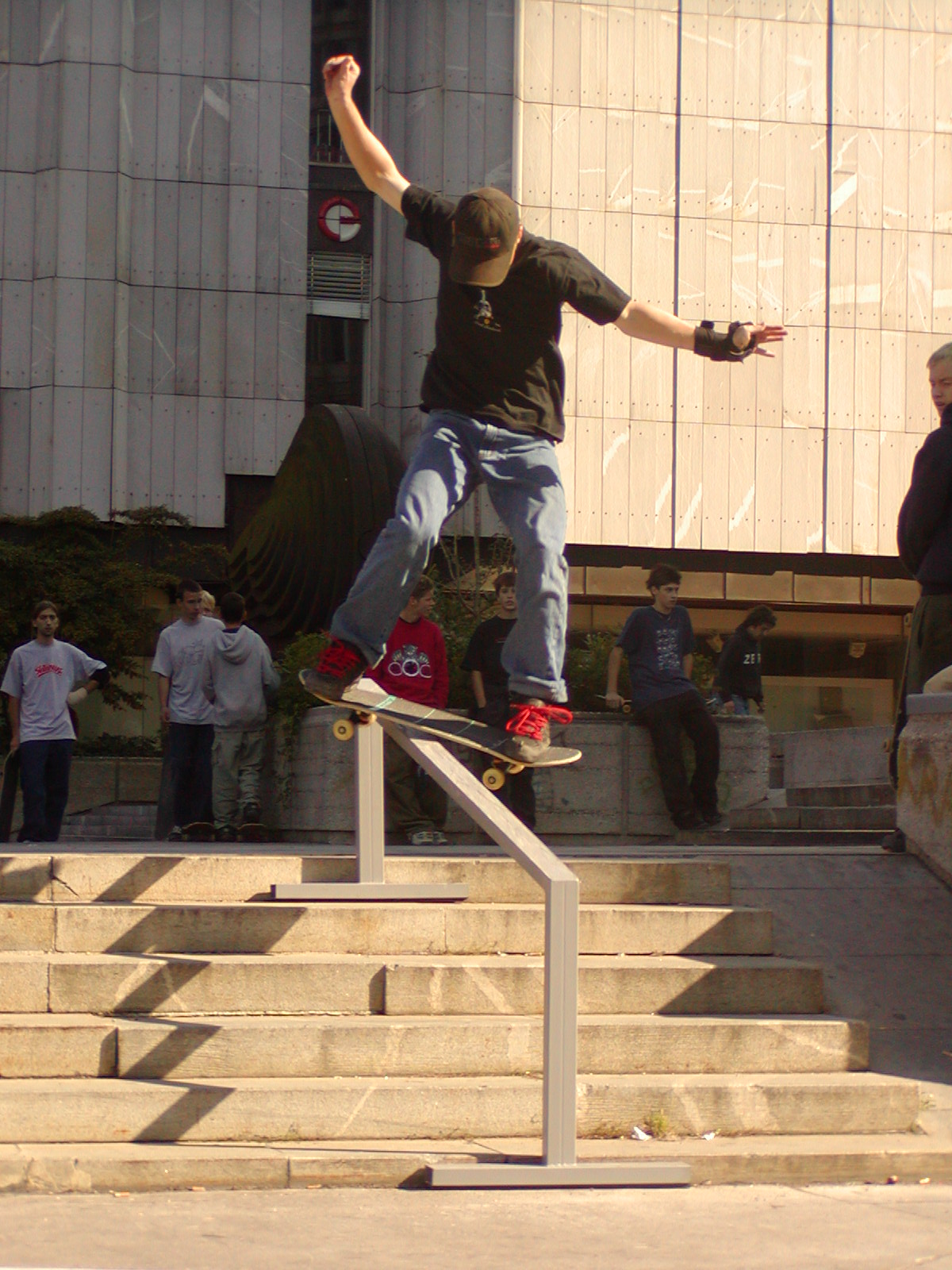
متزلج يلفت الأنظار بلوح التزلج

اختلفت الآراء في التزلج بواسطة لوح التزلج فهناك من يرى بأنها رياضة مفيدة وآخرون يرونها فن ممتع يهدف إلى تحقيق المثل الأعلى الجمالي وهناك من يرى بأنها تقليد مثير للسخرية ويرى البعض بأنها تعتمد على أسلوب وفلسفة الانضباط الإبداع لدى المتزلجين، ولكنها في النهاية أصبحت ظاهرة اجتماعية ورمزاً في أوساط الشباب في المناطق الحضرية خصوصاً كاليفورنيا الأمريكية.
أن القيام بالحركات المثيرة أدى إلى لفت الأنظار نحو المتزلجين وزيادة الإعجاب من صغار السن والفتيات ووضعت طريق لانتشار الأزياء الغريبة وأدى بالمتزلجين إلى اقتناء ملابس باهظة الثمن، الأمر الذي يؤدي أحيانا إلى بعض حالات الانحراف أو إتخاذ التزلج كوسيلة للشهرة.

## حركات الاستعراض
هناك عدد كبير من الحركات والحيل والألعاب البهلوانية يقوم بها المتزلجون بواسطة لوح التزلج أبسطها هو القفز ويتدرج القفز من القفز العادي إلى القفز على السلالم والمرتفعات ثم القفز على الأشياء المتحركة أو عدم الثابتة من أشهر الحركات
- حركة الدوران الخلفي والأمامي
- حركة قلب لوح التزلج
- حركة وعكس اتجاه لوح التزلج
- حركات الارتفاع في الهواء
- حركة التزلج على العجلتين الخلفية
- حركة نزول السلالم العمودية والأفقية
- حركة الانقلاب 360 درجة
- حركة الوقوف على سطح اللوح باليد
- حركة لمس أسفل لوح التزلج
- حركة التزلج على الإسطوانة
- حركة التزلج فوق المياة.

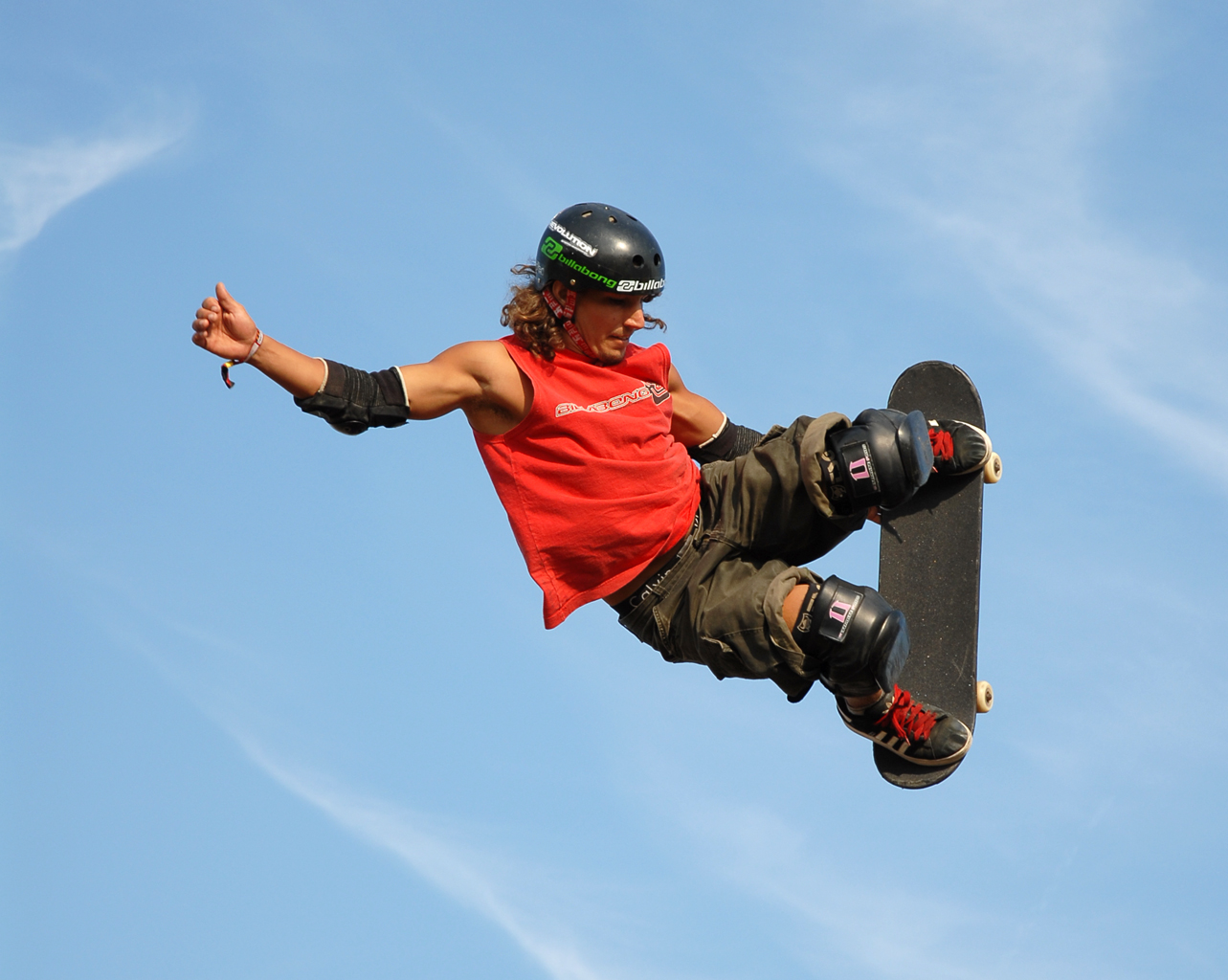
حركة الارتفاع في الجو
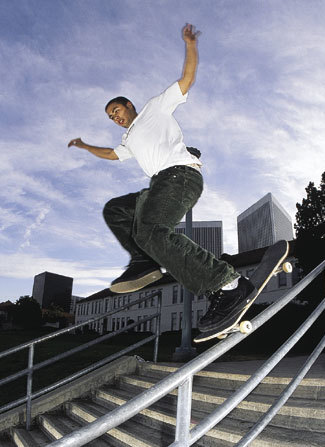
حركة النزول على السلالم
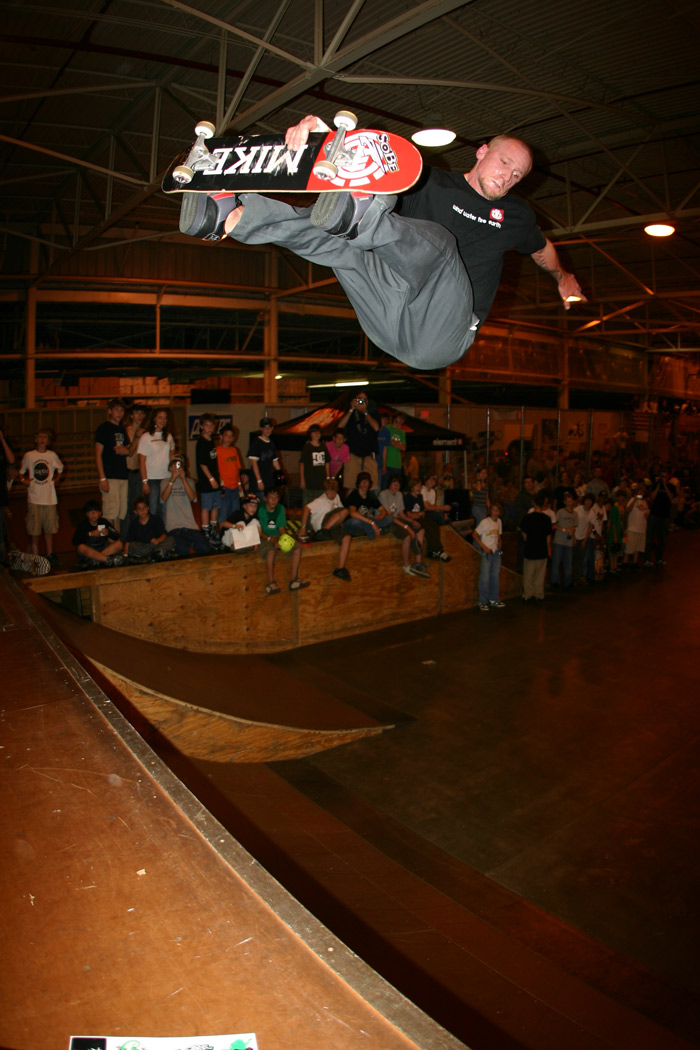
حركة لمس أسفل لوح التزلج
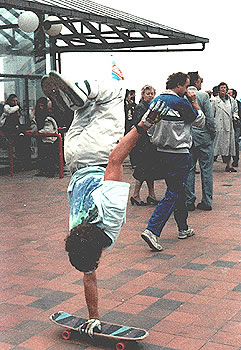
حركة الوقوف على سطح لوح التزلج باليد
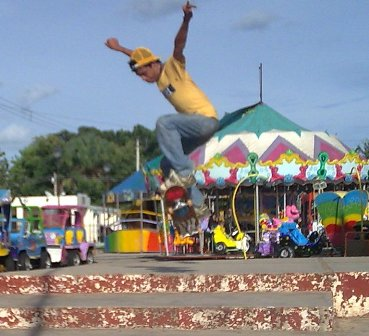
حركة عكس اتجاه لوح التزلج
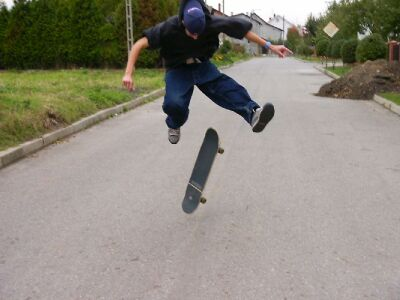
حركة قلب لوح التزلج
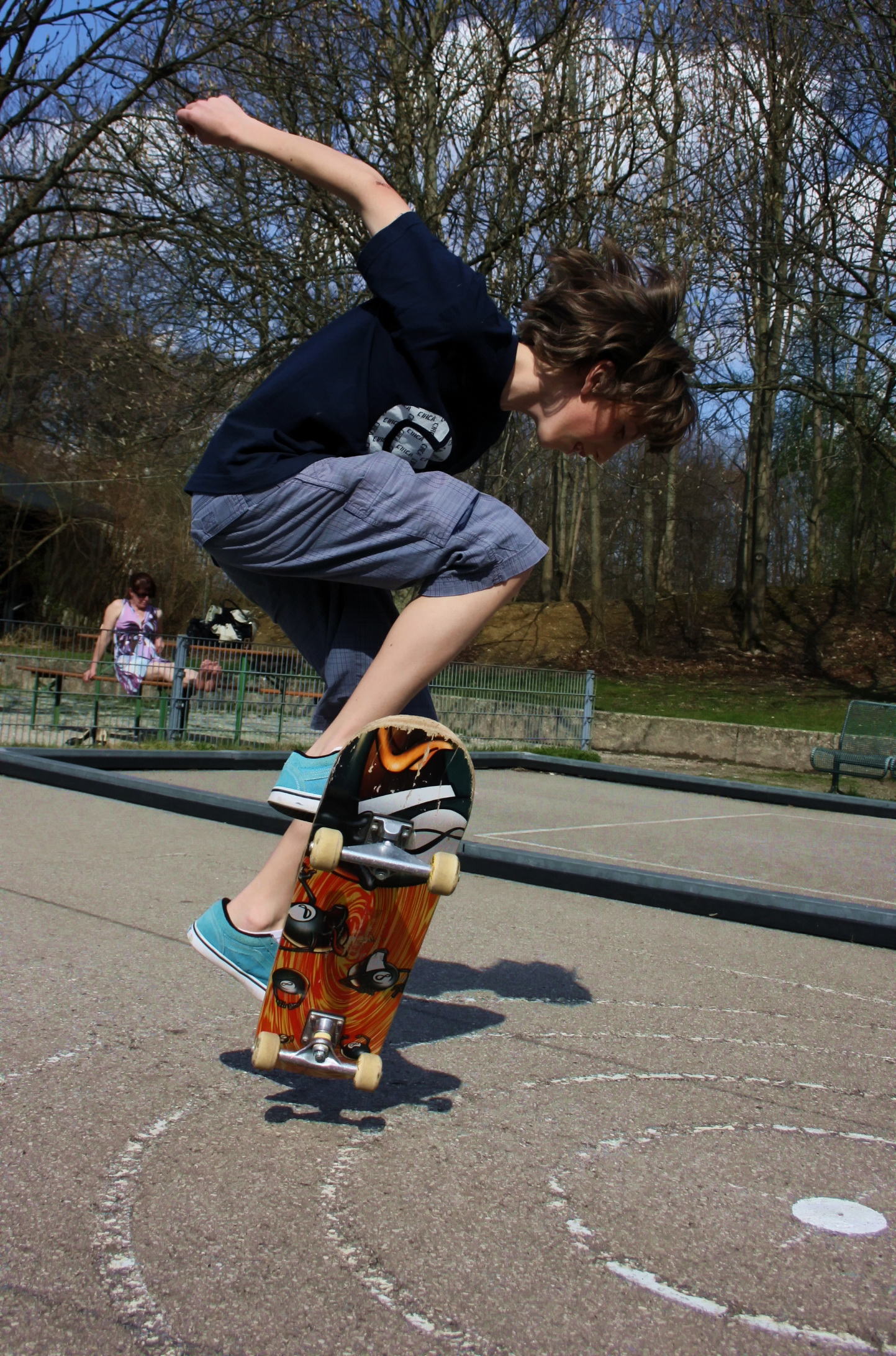
حركة التزلج على العجلتين الخلفية
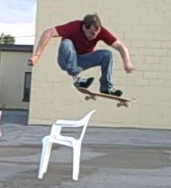
حركة القفز فوق الكرسي
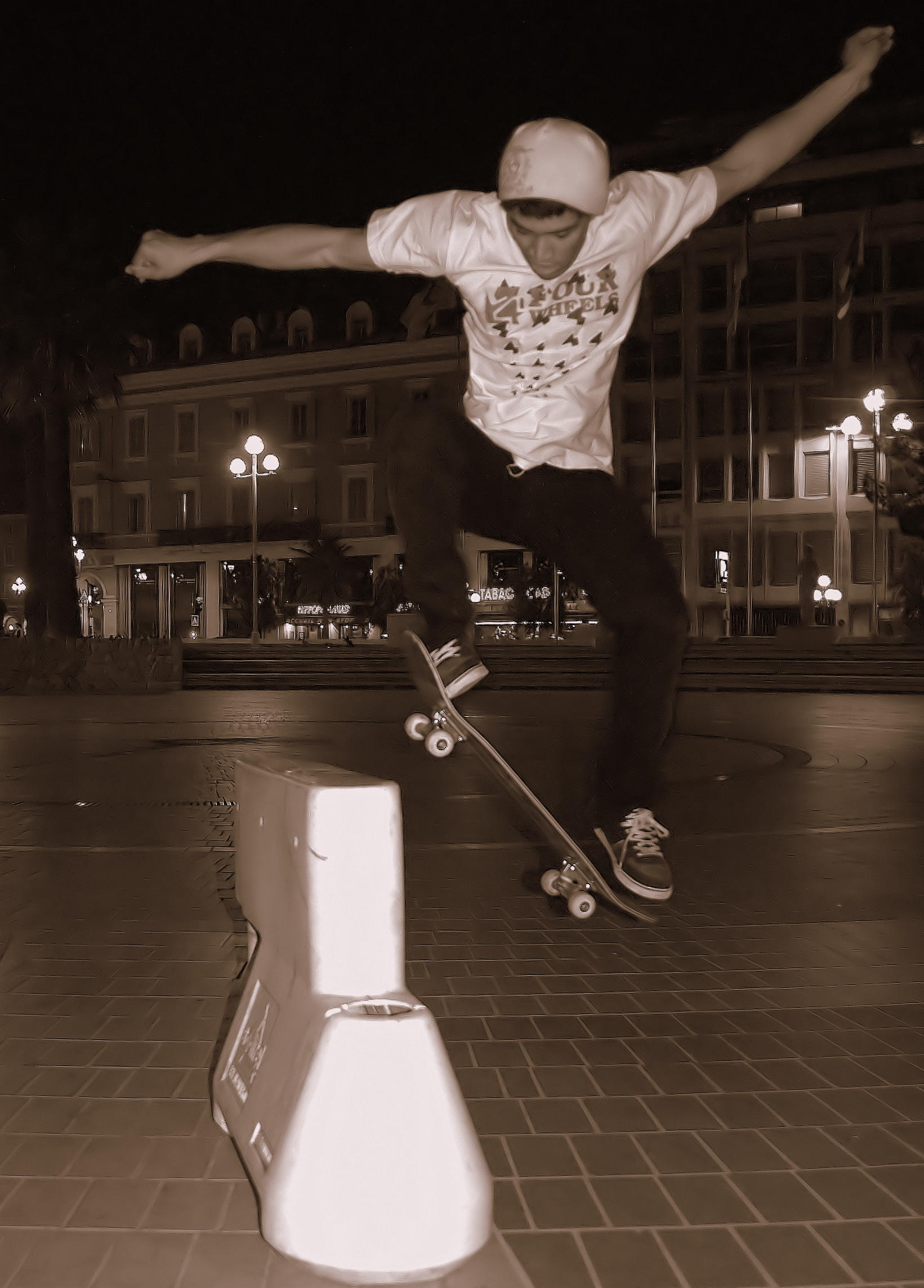
حركة القفز فوق الحواجز
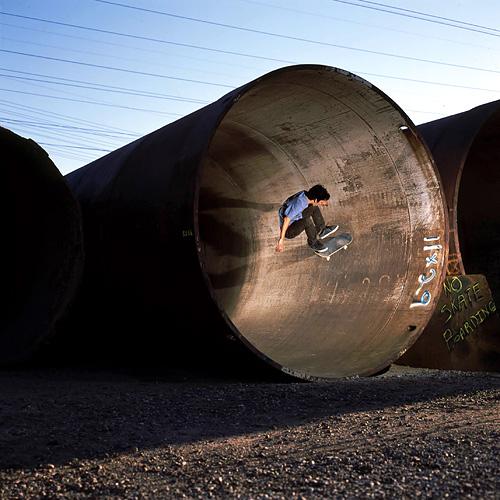
حركة التزلج داخل أسطوانة
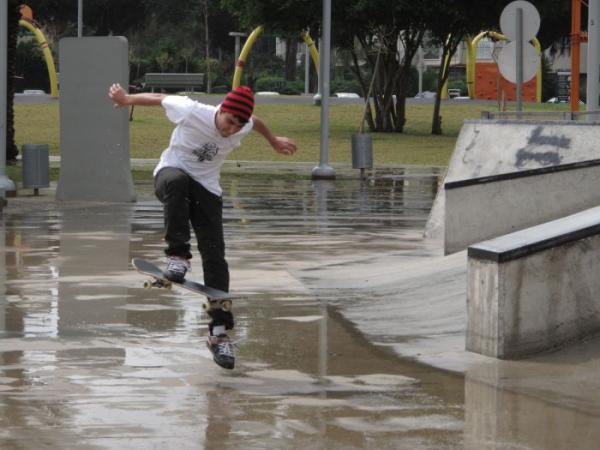
حركة التزلج فوق المياه

## لوح التزلج في التسويق
منذ العام 2000 اتجهت أنظار شركات التسويق والشركات التجارية تجاه لوح التزلج لإظهار منتجاتهم فقد ظهرت أحذية خاصة بالتزلج مصممة للحفاظ على لوح التزلج بشكل أفضل فهي كبيرة ومجهزة بالأربطة السميكة، كما وضعت كثير من الشركات صورة لوح التزلج على منتجاتهم كعامل جذب للمستهلك.
تظهر الصورة على اليسار استخدام إحدى شركات الحليب العربية لوح التزلج في بعض منتجاتهم.

## حديقة الإسطوانة

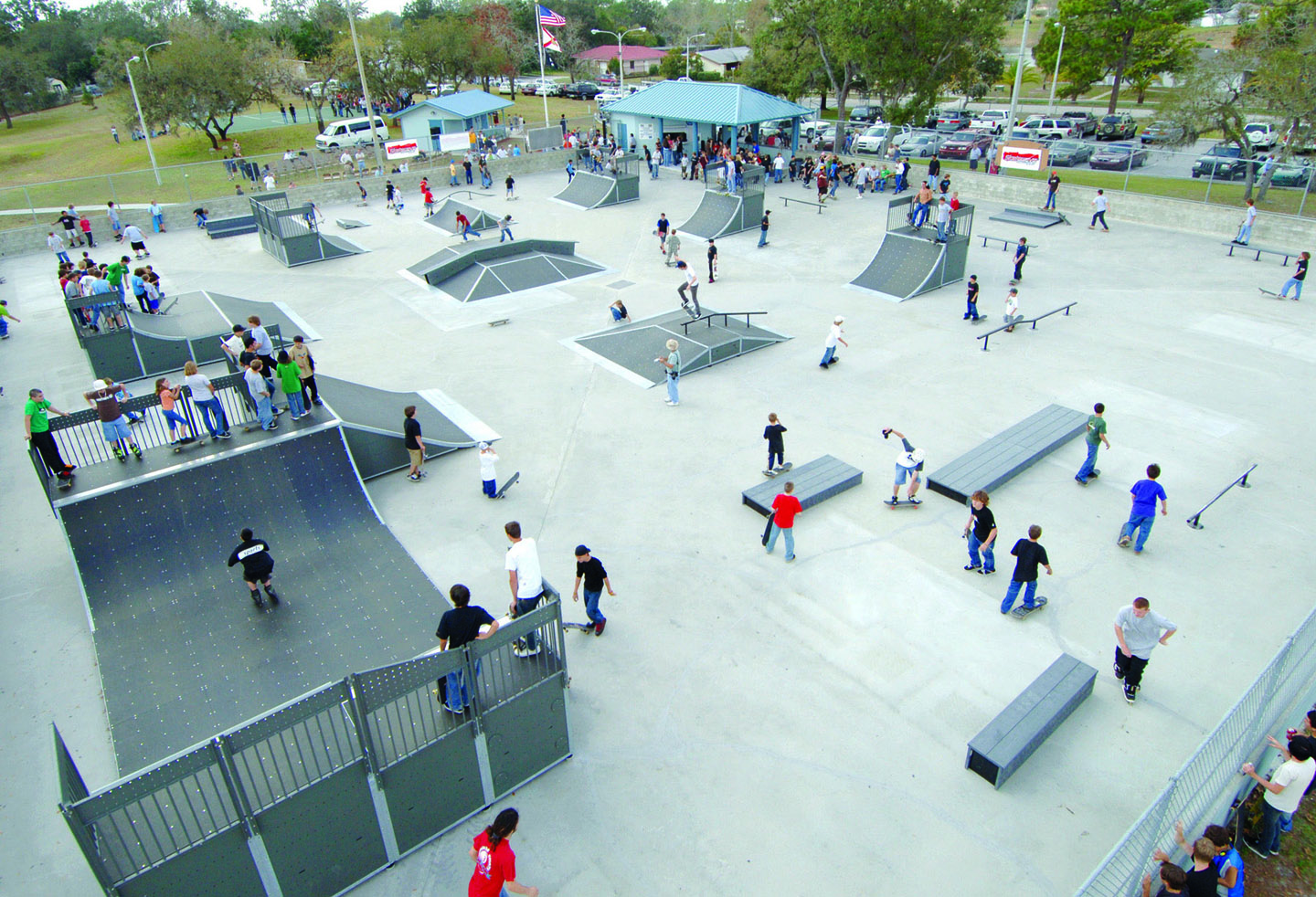
إحدى حدائق الأسطوانات

أدى ممارسة التزلج في الأماكن العامة والحدائق وسكك الحديد والرصيف إلى عدة مشاكل وحوادث وأضرار وانتشار الضوضاء والإخلال بالنظام العام مما أجبر السلطات إلى وضع قوانين ولوائح تمنع ممارسة التزلج في الأماكن المزدحمة والأماكن الخطرة ووفرت بعض الحكومات أماكن خاصة مخصصة لممارسة التزلج هذه الأماكن تسمى عادة حديقة الأسطوانات، في هذه الساحات يمكن ركوب لوح التزلج والانزلاق والقفز وتنفيذ الحركات البهلوانية والحيل والخدع تتوفر غالباً في هذه الساحات إسعافات أولية وتنظيم وأماكن للجماهير والمشجعين بعض الساحات مغطاة والبعض الآخر مفتوح في الهواء الطلق وبعضها مجاني وبعضها تتطلب شراء التذاكر للدخول.
توجد في حديقة الاسطوانة بعض المنشآت والمعدات التي تساعد المتزلجين على الإبداع منها الجدران والسكك الحديدية والسلالم وبرك السباحة والاسطوانات نصف الدائرية والاسطوانات الدائرية وربع الاسطوانة وصناديق القفز وغيرها.

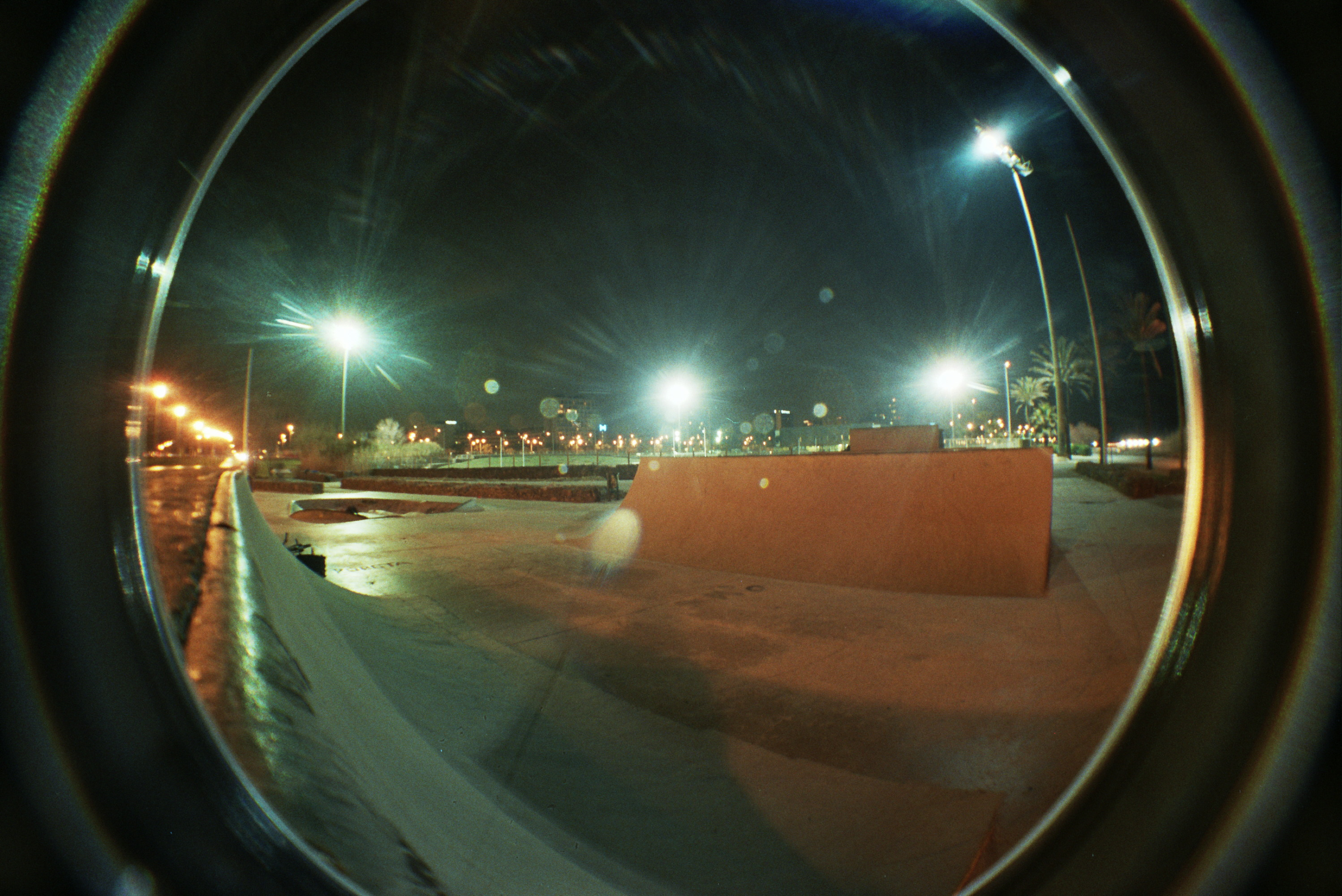
اسطوانة كاملة
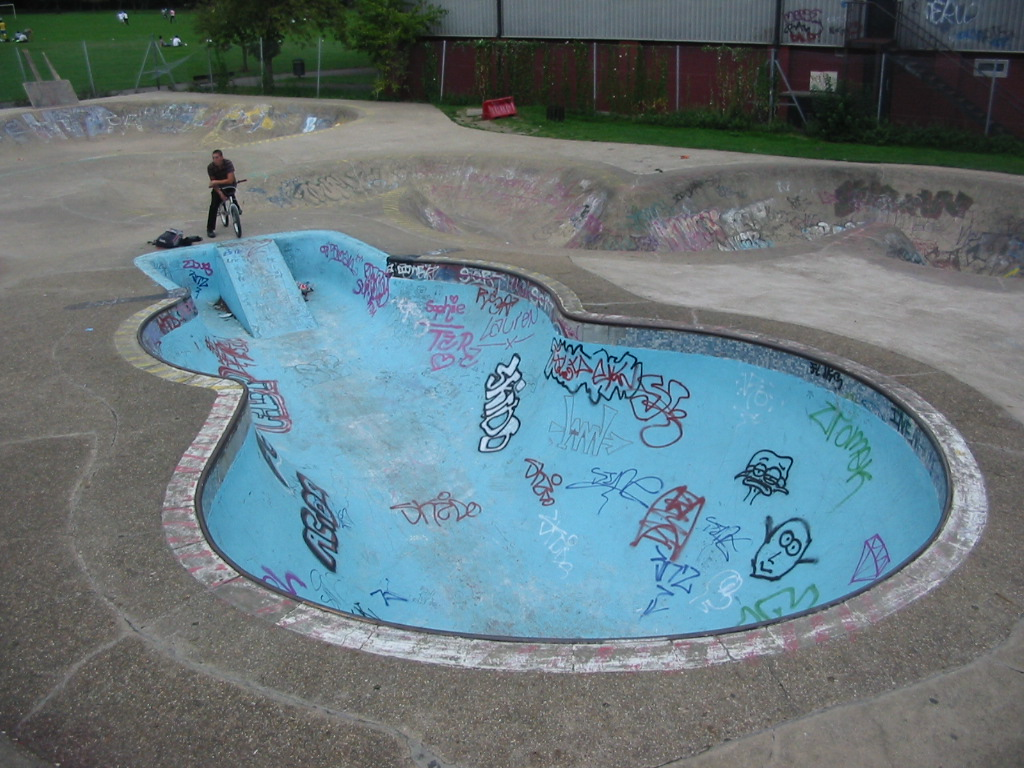
برك سباحة
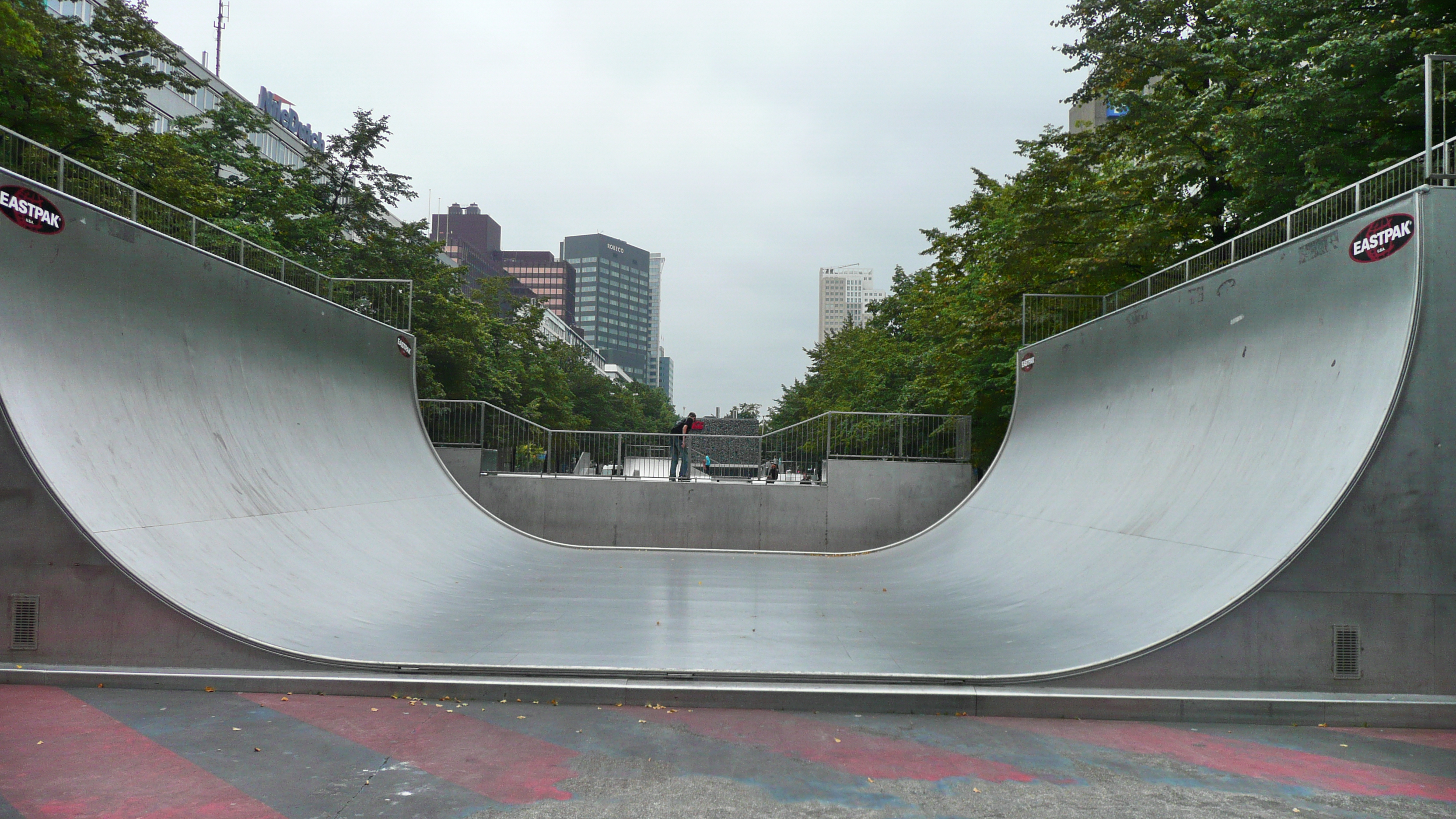
اسطوانة نصف دائرية
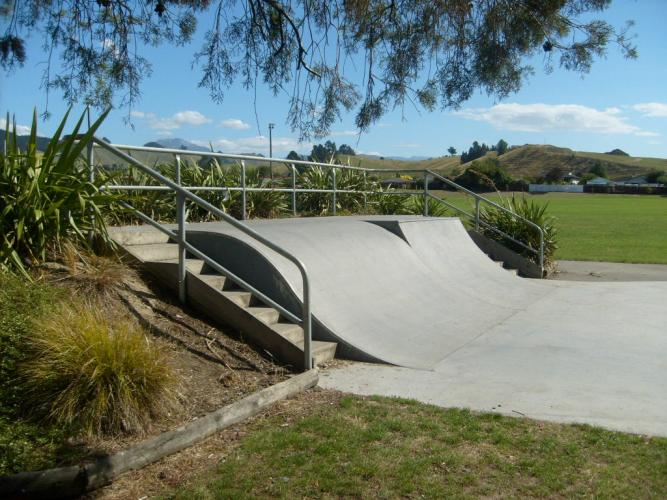
ربع اسطوانة

## أفلام لوح التزلج
| اسم الفيلم      | اسم الفلم بلغة الإصدار | المخرج         | تاريخ الإصدار | علاقة لوح التزلج                                                                                         | صورة الفيلم |
| --------------- | ---------------------- | -------------- | ------------- | --- | ----------- |
| دوقتون وزد بوي  | Dogtown and Z-Boys     | بيرالتا ستايسي | 2001          | فلم وثائقي يحكي تاريخ تطور لوح التزلج وأثره على المراهقين                                                | غير متوفر   |
| أسياد دوقتون    | Lords of Dogtown       | كاثرين هاردويك | 2005          | يعبر عن الاستمتاع بالحياة عن طريق التزلج على الرصيف بواسطة لوح التزلج                                    |             |
| الكراسي الهزازة | Wassup Rockers         | لاري كلارك     | 2005          | يصور لوح التزلج كعنصر أساسي مع موسيقى الروك وارتداء سراويل ضيقة وشرب الكحول لعصابة مراهقين ترتكب الجرائم |             |
| بارك المذعور    | Paranoid Park          | جوس فان سانت   | 2007          | يحكي مشاكل شاب يتزلج في سن المراهقة ويقتل بطريق الخطأ حارس أمن                                           |             |

## وصلات خارجية
- فيديو لعروض احترافية بواسطة لوح التزلج
- لوح التزلج في متحف شتوتغارت فولت